# ديتر بوك
ديتر بوك (بالألمانية: Dieter Bock)‏ هو مستشار ضريبي ‏ ألماني، ولد في 3 مارس 1939 في ديساو في ألمانيا، وتوفي في 12 مايو 2010 في هامبورغ في ألمانيا.